# Saison 1949-1950 des Canadiens de Montréal
Autres saisons
Saison précédente Saison suivante
La saison 1949-1950 de hockey sur glace est la quarante-et-unième saison que jouent les Canadiens de Montréal. Ils évoluent alors dans la Ligue nationale de hockey et finissent à la deuxième place au classement de la saison régulière. Ils perdent la suite au premier tour des séries 4 matchs à 1 contre les Red Wings de Détroit au premier tour des séries.

## Saison régulière

### Classement
| Équipe                 | PJ | V  | D  | N  | Pts | BP  | BC  | Pun |
| ---------------------- | -- | -- | -- | -- | --- | --- | --- | --- |
| Red Wings de Détroit   | 70 | 37 | 19 | 14 | 88  | 229 | 164 | 736 |
| Canadiens de Montréal  | 70 | 29 | 22 | 19 | 77  | 172 | 150 | 736 |
| Maple Leafs de Toronto | 70 | 31 | 27 | 12 | 74  | 176 | 173 | 804 |
| Rangers de New York    | 70 | 28 | 31 | 11 | 67  | 170 | 189 | 639 |
| Bruins de Boston       | 70 | 22 | 32 | 16 | 60  | 198 | 228 | 449 |
| Black Hawks de Chicago | 70 | 22 | 38 | 10 | 54  | 203 | 244 | 620 |

## Match après match

### Octobre
| No | Date       | Visiteur               | Score | Domicile               | Fiche | Pts |
| -- | ---------- | ---------------------- | ----- | ---------------------- | ----- | --- |
| 1  | 13 octobre | Black Hawks de Chicago | 0-4   | Canadiens              | 1-0-0 | 2   |
| 2  | 15 octobre | Rangers de New York    | 1-3   | Canadiens              | 2-0-0 | 4   |
| 3  | 19 octobre | Canadiens              | 3-1   | Maple Leafs de Toronto | 3-0-0 | 6   |
| 4  | 22 octobre | Bruins de Boston       | 2-1   | Canadiens              | 3-1-0 | 6   |
| 5  | 23 octobre | Canadiens              | 0-0   | Bruins de Boston       | 3-1-1 | 7   |
| 6  | 27 octobre | Maple Leafs de Toronto | 2-0   | Canadiens              | 3-2-1 | 7   |
| 7  | 29 octobre | Red Wings de Détroit   | 1-0   | Canadiens              | 3-3-1 | 7   |
| 8  | 30 octobre | Canadiens              | 4-1   | Red Wings de Détroit   | 4-3-1 | 9   |

### Novembre
| No | Date        | Visiteur               | Score | Domicile               | Fiche | Pts |
| -- | ----------- | ---------------------- | ----- | ---------------------- | ----- | --- |
| 9  | 2 novembre  | Canadiens              | 1-4   | Blackhawks de Chicago  | 4-4-1 | 9   |
| 10 | 5 novembre  | Bruins de Boston       | 3-3   | Canadiens              | 4-4-2 | 10  |
| 11 | 9 novembre  | Canadiens              | 2-2   | Rangers de New York    | 4-4-3 | 11  |
| 12 | 10 novembre | Maple Leafs de Toronto | 2-4   | Canadiens              | 5-4-3 | 13  |
| 13 | 12 novembre | Canadiens              | 5-3   | Rangers de New York    | 6-4-3 | 15  |
| 14 | 13 novembre | Canadiens              | 0-0   | Blackhawks de Chicago  | 6-4-4 | 16  |
| 15 | 16 novembre | Canadiens              | 0-1   | Maple Leafs de Toronto | 6-5-4 | 16  |
| 16 | 20 novembre | Canadiens              | 1-2   | Bruins de Boston       | 6-6-4 | 16  |
| 17 | 24 novembre | Maple Leafs de Toronto | 3-5   | Canadiens              | 7-6-4 | 18  |
| 18 | 26 novembre | Rangers de New York    | 1-5   | Canadiens              | 8-6-4 | 20  |
| 19 | 27 novembre | Canadiens              | 6-2   | Red Wings de Détroit   | 9-6-4 | 22  |
| 20 | 30 novembre | Canadiens              | 2-5   | Rangers de New York    | 9-7-4 | 22  |

### Décembre
| No | Date        | Visiteur               | Score | Domicile               | Fiche   | Pts |
| -- | ----------- | ---------------------- | ----- | ---------------------- | ------- | --- |
| 21 | 3 décembre  | Red Wings de Détroit   | 5-3   | Canadiens              | 9-8-4   | 22  |
| 22 | 4 décembre  | Canadiens              | 2-4   | Bruins de Boston       | 9-9-4   | 22  |
| 23 | 8 décembre  | Bruins de Boston       | 2-2   | Canadiens              | 9-9-5   | 23  |
| 24 | 10 décembre | Blackhawks de Chicago  | 1-1   | Canadiens              | 9-9-6   | 24  |
| 25 | 11 décembre | Canadiens              | 3-0   | Blackhawks de Chicago  | 10-9-6  | 26  |
| 26 | 14 décembre | Canadiens              | 2-2   | Maple Leafs de Toronto | 10-9-7  | 27  |
| 27 | 15 décembre | Maple Leafs de Toronto | 1-4   | Canadiens              | 11-9-7  | 29  |
| 28 | 17 décembre | Red Wings de Détroit   | 3-4   | Canadiens              | 12-9-7  | 31  |
| 29 | 18 décembre | Canadiens              | 1-3   | Bruins de Boston       | 12-10-7 | 31  |
| 30 | 21 décembre | Canadiens              | 1-4   | Rangers de New York    | 12-11-7 | 31  |
| 31 | 24 décembre | Rangers de New York    | 0-0   | Canadiens              | 12-11-8 | 32  |
| 32 | 25 décembre | Canadiens              | 2-4   | Red Wings de Détroit   | 12-12-8 | 32  |
| 33 | 28 décembre | Canadiens              | 1-1   | Maple Leafs de Toronto | 12-12-9 | 33  |
| 34 | 31 décembre | Blackhawks de Chicago  | 2-3   | Canadiens              | 13-12-9 | 35  |

### Janvier
| No | Date        | Visiteur               | Score | Domicile               | Fiche    | Pts |
| -- | ----------- | ---------------------- | ----- | ---------------------- | -------- | --- |
| 35 | 1er janvier | Canadiens              | 1-5   | Blackhawks de Chicago  | 13-13-9  | 35  |
| 36 | 5 janvier   | Bruins de Boston       | 3-5   | Canadiens              | 14-13-9  | 37  |
| 37 | 7 janvier   | Rangers de New York    | 3-1   | Canadiens              | 14-14-9  | 37  |
| 38 | 10 janvier  | Canadiens              | 7-3   | Blackhawks de Chicago  | 15-14-9  | 39  |
| 39 | 14 janvier  | Blackhawks de Chicago  | 0-3   | Canadiens              | 16-14-9  | 41  |
| 40 | 18 janvier  | Canadiens              | 1-0   | Maple Leafs de Toronto | 17-14-9  | 43  |
| 41 | 19 janvier  | Maple Leafs de Toronto | 4-2   | Canadiens              | 14-15-9  | 43  |
| 42 | 21 janvier  | Bruins de Boston       | 1-3   | Canadiens              | 18-15-9  | 45  |
| 43 | 22 janvier  | Canadiens              | 5-4   | Bruins de Boston       | 19-15-9  | 47  |
| 44 | 26 janvier  | Red Wings de Détroit   | 1-1   | Canadiens              | 19-15-10 | 48  |
| 45 | 28 janvier  | Red Wings de Détroit   | 1-1   | Canadiens              | 19-15-11 | 49  |
| 46 | 29 janvier  | Canadiens              | 0-2   | Rangers de New York    | 19-16-11 | 49  |

### Février
| No | Date        | Visiteur               | Score | Domicile               | Fiche    | Pts |
| -- | ----------- | ---------------------- | ----- | ---------------------- | -------- | --- |
| 47 | 1er février | Canadiens              | 3-3   | Red Wings de Détroit   | 19-16-12 | 50  |
| 48 | 2 février   | Rangers de New Yzork   | 1-4   | Canadiens              | 20-16-12 | 52  |
| 49 | 4 février   | Blackhawks de Chicago  | 6-2   | Canadiens              | 20-17-12 | 52  |
| 50 | 5 février   | Canadiens              | 4-3   | Blackhawks de Chicago  | 21-17-12 | 54  |
| 51 | 11 février  | Canadiens              | 0-2   | Maple Leafs de Toronto | 21-18-12 | 54  |
| 52 | 12 février  | Canadiens              | 3-3   | Bruins de Boston       | 21-18-13 | 55  |
| 53 | 16 février  | Maple Leafs de Toronto | 3-3   | Canadiens              | 21-18-14 | 56  |
| 54 | 19 février  | Rangers de New York    | 4-2   | Canadiens              | 21-19-14 | 56  |
| 55 | 20 février  | Canadiens              | 0-2   | Red Wings de Détroit   | 21-20-14 | 56  |
| 56 | 23 février  | Red Wings de Détroit   | 1-1   | Canadiens              | 21-20-15 | 57  |
| 57 | 25 février  | Bruins de Boston       | 2-3   | Canadiens              | 22-20-15 | 59  |

### Mars
| No | Date    | Visiteur               | Score | Domicile               | Fiche    | Pts |
| -- | ------- | ---------------------- | ----- | ---------------------- | -------- | --- |
| 58 | 2 mars  | Canadiens              | 2-5   | Blackhawks de Chicago  | 22-21-15 | 59  |
| 59 | 4 mars  | Blackhawks de Chicago  | 1-3   | Canadiens              | 23-21-15 | 61  |
| 60 | 6 mars  | Canadiens              | 2-2   | Red Wings de Détroit   | 23-21-16 | 62  |
| 61 | 9 mars  | Maple Leafs de Toronto | 1-1   | Canadiens              | 23-21-17 | 63  |
| 62 | 11 mars | Bruins de Boston       | 0-5   | Canadiens              | 24-21-17 | 65  |
| 63 | 12 mars | Canadiens              | 5-1   | Rangers de New York    | 25-21-17 | 67  |
| 64 | 15 mars | Canadiens              | 1-4   | Red Wings de Détroit   | 25-22-17 | 67  |
| 65 | 16 mars | Red Wings de Détroit   | 2-2   | Canadiens              | 25-22-18 | 68  |
| 66 | 18 mars | Rangers de New York    | 3-5   | Canadiens              | 26-22-18 | 70  |
| 67 | 19 mars | Canadiens              | 4-2   | Rangers de New York    | 27-22-18 | 72  |
| 68 | 22 mars | Canadiens              | 2-1   | Maple Leafs de Toronto | 28-22-18 | 74  |
| 69 | 25 mars | Blackhawks de Chicago  | 0-4   | Canadiens              | 29-22-18 | 76  |
| 70 | 26 mars | Canadiens              | 3-3   | Bruins de Boston       | 29-22-19 | 77  |